# Giovanni Losi
Giovanni Losi, connu comme le « père Losi », né le 29 novembre 1838 à Caselle Landi et mort le 27 décembre 1882 à El Obeid, est un prêtre catholique et missionnaire italien.
Membre des missionnaires comboniens du Sacré-Cœur, il part au Soudan avec le fondateur de la congrégation, saint Daniel Comboni, dont il devient le confesseur personnel. Avec l'abbé Luigi Bonomi, il est aussi l'auteur du premier catéchisme et du premier dictionnaire en nubien, langue alors inconnue en Occident.

## Biographie
Né à Caselle Landi en 1838, Giovanni Losi est baptisé le même jour dans l'église paroissiale du village. Alors qu'il est encore enfant, la famille s'installe à Roncaglia et, plus tard, il entre au séminaire épiscopal de Plaisance.

### Entrée dans les ordres
Giovanni Losi est ordonné prêtre catholique en 1862, et il est nommé vicaire paroissial à Momeliano, hameau de Gazzola. Dix ans plus tard, il entre à l'Institut missionnaire de Vérone, fondé par Daniel Comboni, pour partir avec lui au Soudan l'année suivante. Au fil des années, il devient donc le confesseur de père Comboni.
Il devient supérieur de la mission d'El Obeid jusqu'en 1878, avec des mauvaises relations avec la population locale, de confession musulmane, qui s'était toujours opposée à lui. Pendant son séjour au Soudan, avec son confrère Luigi Bonomi, il publie un catéchisme et le premier dictionnaire en nubien, langue jusqu'alors inconnue en Occident. À la mort de Comboni en 1881, il est nommé supérieur ad interim pour toute la mission centrafricaine. Il tombe malade du scorbut et meurt le 27 décembre 1882 à l'âge de 44 ans,.
Il est enterré à El-Obeid, mais sa tombe fut profanée par les fondamentalistes lors de la conquête de la région par les Mahadis en 1889.

## Postérité
À Caselle Landi, sa ville natale, la rue à gauche de l'église qui mène à la campagne, lui est dédiée.

## Autres images

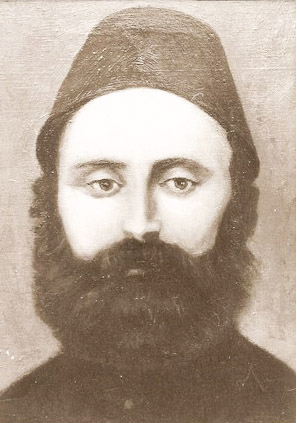
Père Losi, durant son ministère au Soudan.
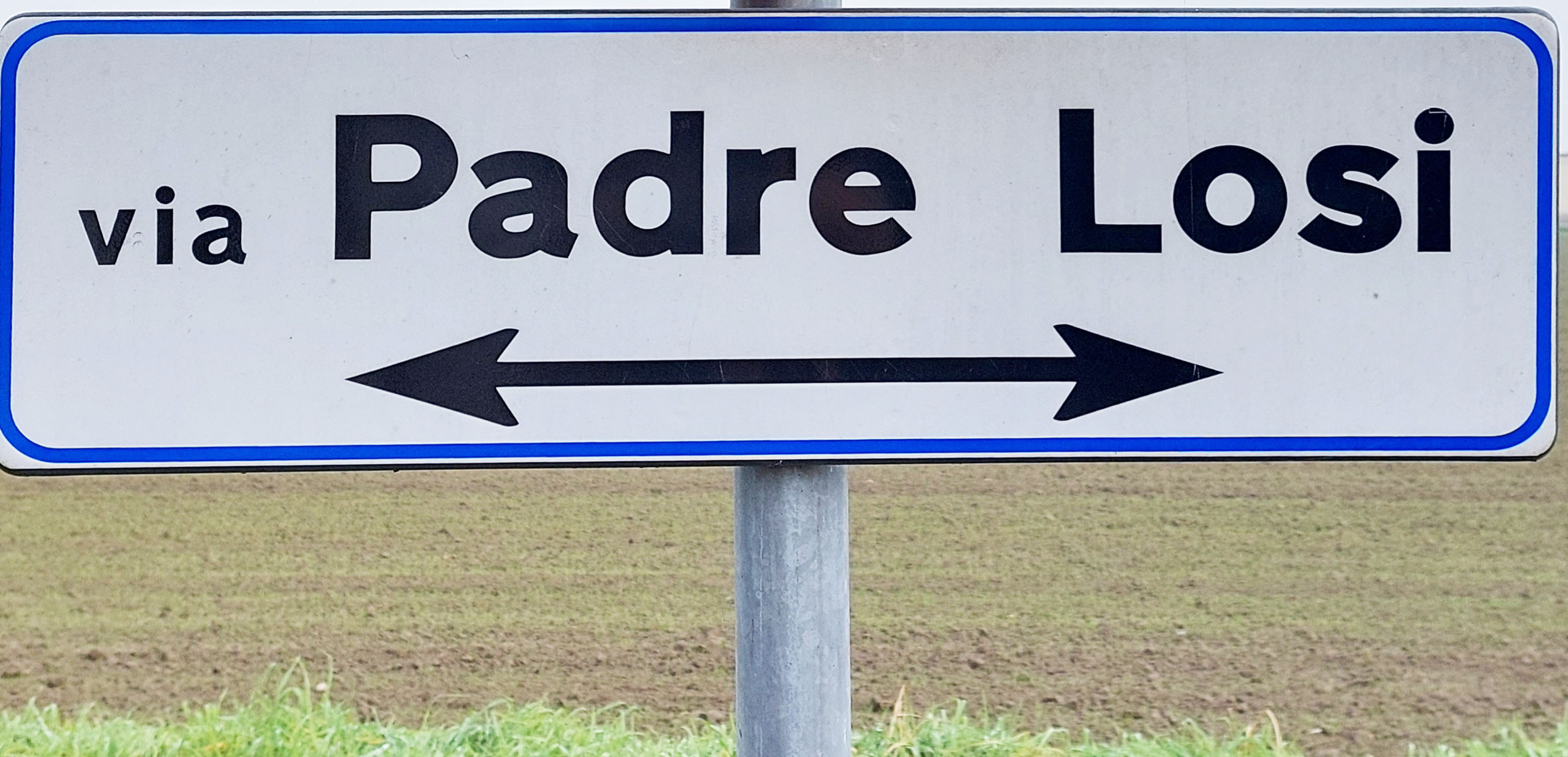
La plaque de la rue dédiée au père Losi, à Caselle Landi.